# Premier League (Tansania)
Die Premier League (derzeit auch: Ligi Kuu Tanzania Bara) ist die höchste Fußballspielklasse Tansanias und wird von der Tanzania Football Federation betrieben.

## Geschichte
Nachdem sich der nationale Fußballverband von Tansania 1964 der FIFA anschloss, erfolgte 1965 die Gründung einer Fußball-Nationalliga, die jedoch auf Tanganjika (Festland von Tansania, ohne Sansibar) beschränkt war. Ab 1981 spielten zudem die vier besten Mannschaften der tansanischen Premier League und die vier besten Teams der Zanzibar Premier League in einem Union League genannten Ligabetrieb einen Gesamt-Tansanischen-Fußballmeister aus. Seit 2004 ruht diese gemeinsame Landesmeisterschaft jedoch. Seit der dem Jahr 2007 wird die Meisterschaft jahresübergreifend ausgespielt.
Größte kontinentale Erfolge für Mannschaften aus der Premier League waren das Erreichen des Viertelfinales im Afrikapokal der Landesmeister 1969 und 1970 durch den Young Africans FC, das Erreichen das Halbfinales 1974 im gleichen Wettbewerb durch den Simba SC, sowie das Erreichen des Finales des CAF-Cups 1993 durch den Simba SC. Des Weiteren gewannen sowohl der Young Africans FC, als auch der Simba SC mehrmals den CECAFA Club Cup, 2015 konnte der Azam FC diesen Pokal das erste Mal gewinnen.
Aktuell (Stand: Saison 2020/21) besteht die tansanische Premier League aus 18 Mannschaften. Der Sieger qualifiziert sich für die CAF Champions League, der Vizemeister für den CAF Confederation Cup. Die vier schlechtesten Teams steigen in die zweitklassige First Division League ab. Die Plätze 13 und 14 müssen in die Relegation.

## Titelträger
| - 1964: Cosmopolitans FC - 1965: Dar Sunderland - 1966: Dar Sunderland - 1967: Cosmopolitans FC - 1968: Young Africans FC - 1969: Young Africans FC - 1970: Young Africans FC - 1971: Young Africans FC - 1972: Young Africans FC - 1973: Simba SC - 1974: Young Africans FC - 1975: Mseto Sports - 1976: Simba SC - 1977: Simba SC - 1978: Simba SC - 1979: Simba SC - 1980: Simba SC - 1981: Young Africans FC - 1982: Pan African FC - 1983: Young Africans FC | - 1984: KMKM Zanzibar - 1985: Maji Maji FC - 1986: Maji Maji FC - 1987: Young Africans FC - 1988: Coastal Union FC - 1989: Malindi Sport Club - 1990: Pamba SC Shinyanga - 1991: Young Africans FC - 1992: Malindi Sport Club - 1993: Simba SC - 1994: Simba SC - 1995: Simba SC - 1996: Young Africans FC - 1997: Young Africans FC - 1998: Maji Maji FC - 1999: Prisons Mbeya - 2000: Young Africans FC - 2001: Simba SC - 2002: Simba SC - 2003: Meisterschaft abgebrochen | - 2004: Simba SC - 2005: Young Africans FC - 2006: Young Africans FC - 2007: Simba SC - 2007/08: Young Africans FC - 2008/09: Young Africans FC - 2009/10: Simba SC - 2010/11: Young Africans FC - 2011/12: Simba SC - 2012/13: Young Africans FC - 2013/14: Azam FC - 2014/15: Young Africans FC - 2015/16: Young Africans FC - 2016/17: Young Africans FC - 2017/18: Simba SC - 2018/19: Simba SC - 2019/20: Simba SC - 2020/21: Simba SC - 2021/22: Young Africans FC - 2022/23: Young Africans FC - 2023/24: Young Africans FC - 2024/25: Young Africans FC |

### Rekordsieger
| Verein             | Titel | Jahr |
| ------------------ | ----- | --- |
| Young Africans FC  | 26    | 1968–72, 1974, 1981, 1983, 1987, 1991, 1996, 1997, 2000, 2005, 2006, 2008, 2009, 2011, 2013, 2015, 2016, 2017, 2022, 2023, 2024, 2025        |
| Simba SC           | 21    | 1965 (als Dar Sunderland), 1966 (als Dar Sunderland), 1973, 1976–1980, 1993–1995, 2001, 2002, 2004, 2007, 2010, 2012, 2018, 2019, 2020, 2021 |
| Maji Maji FC       | 3     | 1985, 1986, 1998 |
| Cosmopolitans FC   | 2     | 1964, 1967 |
| Pan African FC     | 2     | 1982, 1988 |
| Malindi Sport Club | 2     | 1989, 1992 |
| Mseto Sports       | 1     | 1975 |
| KMKM Zanzibar      | 1     | 1984 |
| Pamba SC           | 1     | 1990 |
| Prisons Mbeya      | 1     | 1999 |
| Azam FC            | 1     | 2014 |